# 1993... J'appuie sur la gâchette
Albums de Suprême NTM
Authentik
(1991) Paris sous les bombes
(1995)
Singles
1. J'appuie sur la gâchette
Sortie : janvier 1993
2. Police (IV My People Remix) / L’argent pourrit les gens (B.O.S.S. Remix)
Sortie : 21 mars 2000

1993… J'appuie sur la gâchette est le deuxième album studio du groupe de rap français Suprême NTM, sorti en 1993.

## Contenu
Cet album est caractérisé dans un premier temps par la présence moins marquée de JoeyStarr (qui n'est que sur 7 titres) compensé par les premières apparitions de Yazid en tant que rappeur à proprement parler après avoir été danseur du groupe. En dehors des titres forts que sont Police et le single J'appuie sur la gâchette, l'album est composé de plusieurs autres titres dénonciateurs comme Plus rien ne va, Prisonnier du passé ou encore Qui paiera les dégâts ? qui ont surtout comme cible l'État et plus directement les médias dans le premier. Quelques morceaux un peu plus légers sont également présents: un egotrip de Kool Shen dans Pour un nouveau massacre, un autre cette fois-ci du duo accompagné de Big Red de Raggasonic dans De best, un son plus relax sur l'été et plus précisément les filles, le bon son et tout simplement le fun dans Juste pour le fun, et deux derniers freestyles avec Dans le vent et La révolution du son. Ajouté à cela un remix de Sur 24 pistes (dont la version originale est présente sur le maxi Soul Soul Remix sorti le 8 janvier 1992) et une suite du morceau C'est clair (dont la première version est sur le premier album Authentik) dans laquelle le groupe explique vraiment qui il est, ce qu'il défend et ce qu'il combat. Le dernier titre, Nouvelle école, annonce la suite puisqu'on le retrouve en entier sur l'album suivant, Paris sous les bombes.
Cet album est marqué par les départs du groupe de DJ S, Yazid et Kast.

## Polémique
Au moment de sa sortie, une campagne d'affichage publicitaire organisée à Paris et dans sa banlieue avertit que « cet album ne passera jamais à la radio ». De fait, ce nouvel opus de NTM suscite des réactions de rejet de la part des radios et des médias. Tout d'abord, le titre Police, dans lequel NTM, en termes virulents, accuse les forces de l'ordre d'abuser de leurs pouvoirs, génère l'ouverture d'une enquête par la police nationale française - affaire qui n'aura pas de suite. Le morceau J'appuie sur la gâchette suscite la polémique au motif qu'il ferait l'apologie du suicide alors que les artistes défendent à l'opposé la simple description de l'enfermement et l'isolement d'individus déclassés. Sorti en single, il est peu joué en radio comme presque tout le rap à l'époque. Il bénéficie d'un clip de Seb Janiak mais celui-ci ne peut être diffusé à la télévision avant minuit.

## Succès commercial
L'album se vend moins bien que le précédent album Authentik et dépasse les 50 000 exemplaires un peu moins de trois mois après sa sortie. Trouvant peu de salles pour les accueillir, le rap ayant mauvaise réputation à ce moment, le groupe ne peut pas effectuer une grande tournée et se limite à quatre dates en 1994 en s'achevant au mois de mai de cette année au Palais des sports de Paris. Finalement, l'album n'est disque d'or qu’en juillet 1997, pour plus de 100 000 exemplaires vendus.

## Liste des titres
1. Intro (DJ S / LG Experience) - 0:47
2. Pour un nouveau massacre (Kool Shen / LG Experience) - 4:02
3. Police (Kool Shen / JoeyStarr / DJ S) - 3:48
4. J'appuie sur la gâchette (Kool Shen, JoeyStarr / DJ S) - 3:49
5. Sur 24 pistes, remix (Kool Shen, JoeyStarr / DJ S) - 4:39
6. En direct de Bujolvik - 0:40
7. Plus rien ne va (Kool Shen / DJ S) - 4:28
8. Prisonnier du passé (JoeyStarr / Tahar) - 2:48
9. De best (Kool Shen, JoeyStarr, Big Red / DJ S) - 5:06
10. En direct du grand Nord - 0:51
11. Qui paiera les dégâts ? (Kool Shen / The Beatnuts) - 3:38
12. Juste pour le fun (Kool Shen, Yazid / DJ S) - 4:25
13. Dans le vent (JoeyStarr, AL.X, Kool Shen, Yazid / DJ S) - 3:32
14. 93.2 NTMEO Radio - 0:45
15. La révolution du son (Kool Shen, Yazid / Tahar) - 4:06
16. C'est clair (part II) (Kool Shen, Yazid, JoeyStarr / Tahar) - 3:52
17. Nouvelle école (Kool Shen) - 0:39

## Singles
- 1993 : J'appuie sur la gâchette
- 2000 : Police (IV My People Remix) / L’argent pourrit les gens (B.O.S.S. Remix)

## Clip
Le clip de J'appuie sur la gâchette commence avec l'image d'un homme mort, assis au pied du mur de sa salle de bains, le mur étant éclaboussé de sang. Il s'ensuit une intro de Joeystarr puis le clip alterne avec des passages où Joeystarr et Kool Shen rappent et avec l'histoire de l'homme vu au début du clip à différents moments de sa vie : adolescent, il fait ses devoirs, son père quitte la pièce, l'ado téléphone à quelqu'un mais son père revient, le frappe et raccroche le téléphone. Devenu jeune homme, il fume des joints avec deux amis dans son appartement mais des policiers interviennent et les plaquent au sol. Adulte, l'homme erre dans son appartement, il souffre mentalement puis finalement s'assoit dans sa salle de bains. Il se tire une balle dans la tête, son sang giclant sur le carrelage blanc du mur.
Réalisé par Seb Janiak, il a été critiqué à cause du thème et de la violence. Il a aussi été unanimement reconnu comme étant qualitativement exceptionnel.

## Samples
J'appuie sur la gâchette contient des samples de Love Serenade et I'm Gonna Love You Just a Little More Baby de Barry White et de Good Old Music de Funkadelic.